# Vladimir Něcvetajev
Vladimir Něcvetajev (rusky Владимир Нецветаев-Долгалев, * 1970 Krasnojarsk) je ruský reprezentant ve sportovním lezení, mistr a vicemistr světa a postižený sportovní lezec.
V roce 2016 se účastnil paralympijského mistrovství světa, kde lezl na obtížnost v kategorii RP2 a ve finále získal bronz.

## Výkony a ocenění
- 1993: první vítěz světového poháru v lezení na rychlost

### Závodní výsledky
lezení na rychlost
- 1993: MS 1. místo
- 1995: MS 3. místo
- 1999: MS 2. místo
- 2016: MSP 3. místo obtížnost, s postižením RP2

- 1993: SP 1. místo
- 1998: SP 2. místo